# North Robinson
North Robinson és una població dels Estats Units a l'estat d'Ohio. Segons el cens del 2000 tenia 211 habitants.

## Demografia
Segons el cens del 2000, North Robinson tenia 211 habitants, 82 habitatges, i 61 famílies. La densitat de població era de 814,7 habitants/km².
Dels 82 habitatges en un 31,7% hi vivien nens de menys de 18 anys, en un 67,1% hi vivien parelles casades, en un 3,7% dones solteres, i en un 25,6% no eren unitats familiars. En el 22% dels habitatges hi vivien persones soles el 12,2% de les quals corresponia a persones de 65 anys o més que vivien soles. El nombre mitjà de persones vivint en cada habitatge era de 2,57 i el nombre mitjà de persones que vivien en cada família era de 3,03.
Per edats la població es repartia de la següent manera: un 23,2% tenia menys de 18 anys, un 8,1% entre 18 i 24, un 25,1% entre 25 i 44, un 31,8% de 45 a 60 i un 11,8% 65 anys o més.
L'edat mediana era de 42 anys. Per cada 100 dones de 18 o més anys hi havia 90,6 homes.
La renda mediana per habitatge era de 30.625 $ i la renda mediana per família de 38.750 $. Els homes tenien una renda mediana de 27.250 $ mentre que les dones 21.250 $. La renda per capita de la població era de 13.110 $. Aproximadament el 7,2% de les famílies i el 8,9% de la població estaven per davall del llindar de pobresa.

## Poblacions més properes
El següent diagrama mostra les poblacions més properes.